# ONUCA
Il Gruppo di Osservatori delle Nazioni Unite nell'America Centrale (ONUCA dall'inglese United Nations Observer Group in Central America) è stata una missione delle Nazioni Unite autorizzata dal Consiglio di Sicurezza.
La missione fu decisa a seguito della firma da parte dei governi di Costa Rica, El Salvador, Guatemala, Honduras e Nicaragua dell'"Esquipulas II Agreement", un accordo di pace che prevedeva: la fine alle ostilità tra gli stati; la democratizzazione dell'area; elezioni libere; fine degli aiuti ai movimenti di insurrezionalisti; verifica e controllo del traffico d'armi; aiuto ai rifugiati per tornare nei propri paesi; la cooperazione per la democrazia, la libertà, la pace e sviluppo della regione e il controllo degli accordi con una missione di pace da parte della comunità internazionale.
I governi, dopo la firma degli accordi, fecero richiesta al Consiglio di Sicurezza di inviare nella regione una missione che controllasse il rispetto degli accordi.
Il Consiglio di Sicurezza deliberò l'invio dell'ONUCA il 7 novembre 1989 con la risoluzione 644.
L'ONUCA oltre ad avere il compito di monitorare "Esquipulas II Agreement" favorì il disarmo volontario delle truppe sandiniste nel Nicaragua.
La missione venne appoggiata anche da altre missioni di pace dell'ONU presenti nella regione: l'ONUVEN in Nicaragua, l'ONUSAL e il MINUSAL in El Salvador e il MINUGUA in Guatemala.
Il quartier generale della missione era a Tegucigalpa, Honduras; i comandanti della missione furono il generale Agustín Quesada Gómez (Spagna) dal novembre 1989 al dicembre 1990, il Generale di Brigata Lewis MacKenzie (Canada) dal dicembre 1990 al maggio 1991 e il Generale di Brigata Víctor Suanzes Pardo (Spagna) dal maggio 1991 al gennaio 1992.
Il contingente fu composto da un minimo di 300 osservatori nei mesi iniziali a un massimo di 1.098 durante le elezioni politiche. I paesi che contribuirono al contingente militare furono: Argentina, Brasile, Canada, Colombia, Ecuador, Repubblica Federale di Germania, India, Irlanda, Spagna, Svezia e Venezuela.
La missione si concluse nel febbraio 1992 con il totale raggiungimento degli obbiettivi, il costo complessivo della missione fu di 92 milioni di dollari.